# Phare de l’Île Vierge

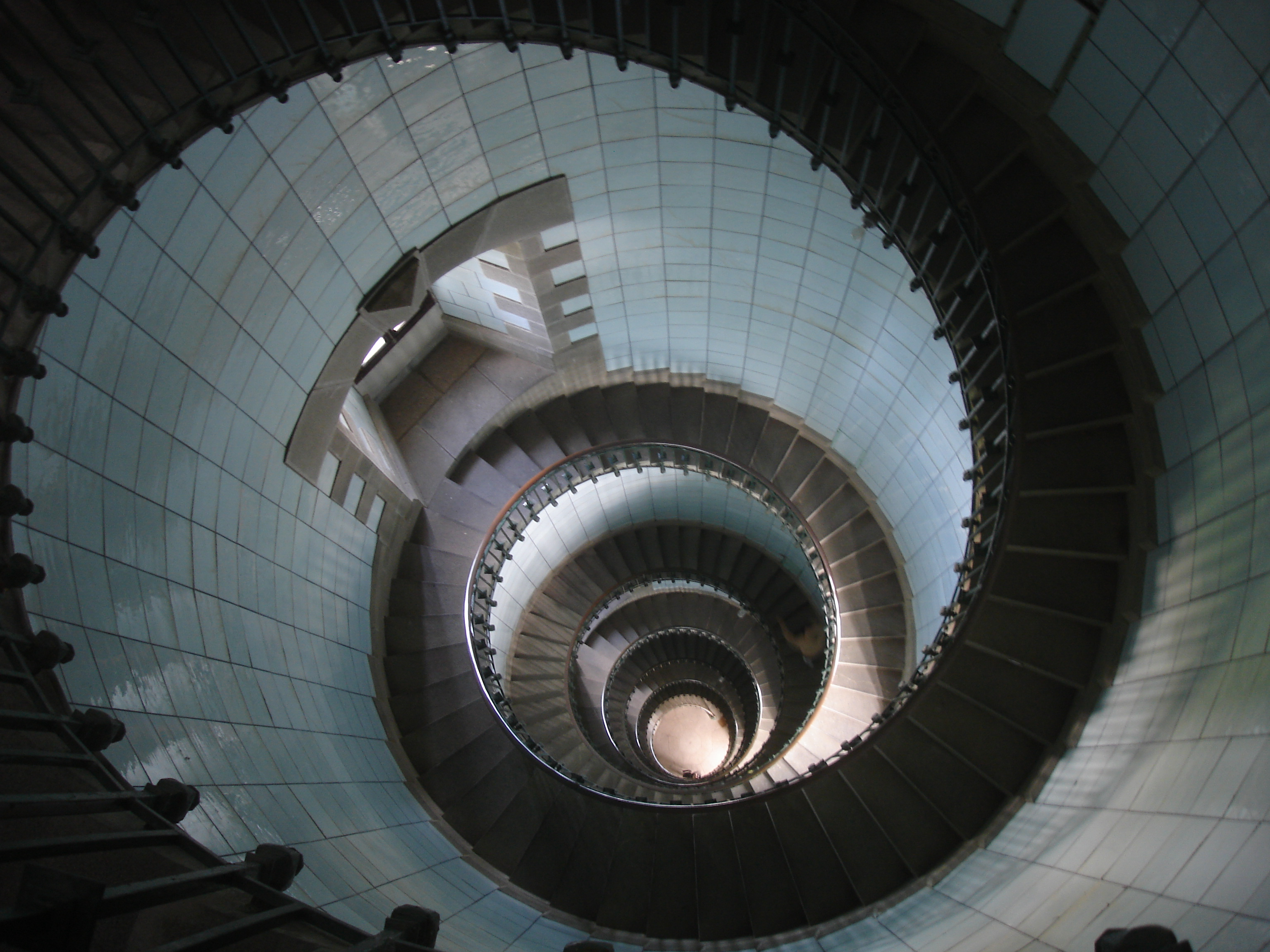
Treppenaufgang im Inneren

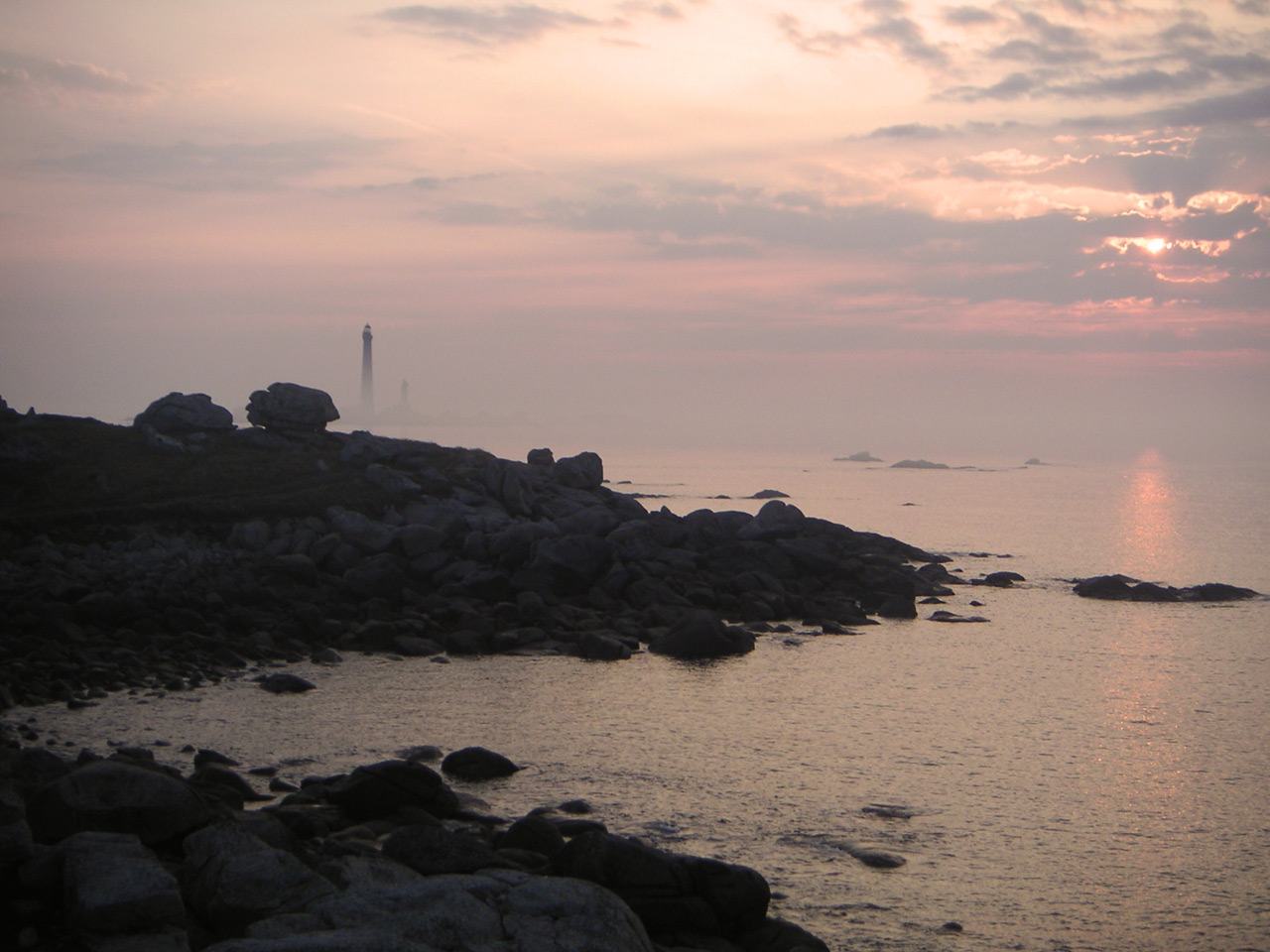
Abenddämmerung - Phare de l’Île Vierge

Phare de l’Île Vierge ist der Name eines Leuchtturms auf der Île Vierge (Jungfraueninsel), die zur Gemeinde Plouguerneau im Département Finistère gehört. Er liegt ca. 1,5 Kilometer von der Küste entfernt im Lilia-Archipel. Seine Tragweite beträgt 27 Seemeilen, was in etwa 52 Kilometern entspricht.
Der Leuchtturm wird seit dem 23. Mai 2011 als historisches Monument Frankreichs geführt.
Er ist für Besuche der Öffentlichkeit zugänglich. Erreicht werden kann der Turm bei Niedrigwasser zu Fuß, ansonsten werden Bootstouren angeboten.

## Geschichte
1842–1845 wurde der erste Leuchtturm auf dem Eiland Vierge mit einer Höhe von 31 Metern und quadratischem Grundriss erbaut. Sein fix installiertes, weißes Licht hatte eine Reichweite von 14 Seemeilen. Der Betrieb wurde während der Bauzeit des aktuellen Leuchtturms aufrechterhalten. Das 1952 installierte Nebelhorn ist noch heute in Betrieb. Neben den Unterkünften für die Leuchtturmwärter komplettiert ein Funkfeuer die Anlage auf der Insel.

## Heutiger Leuchtturm

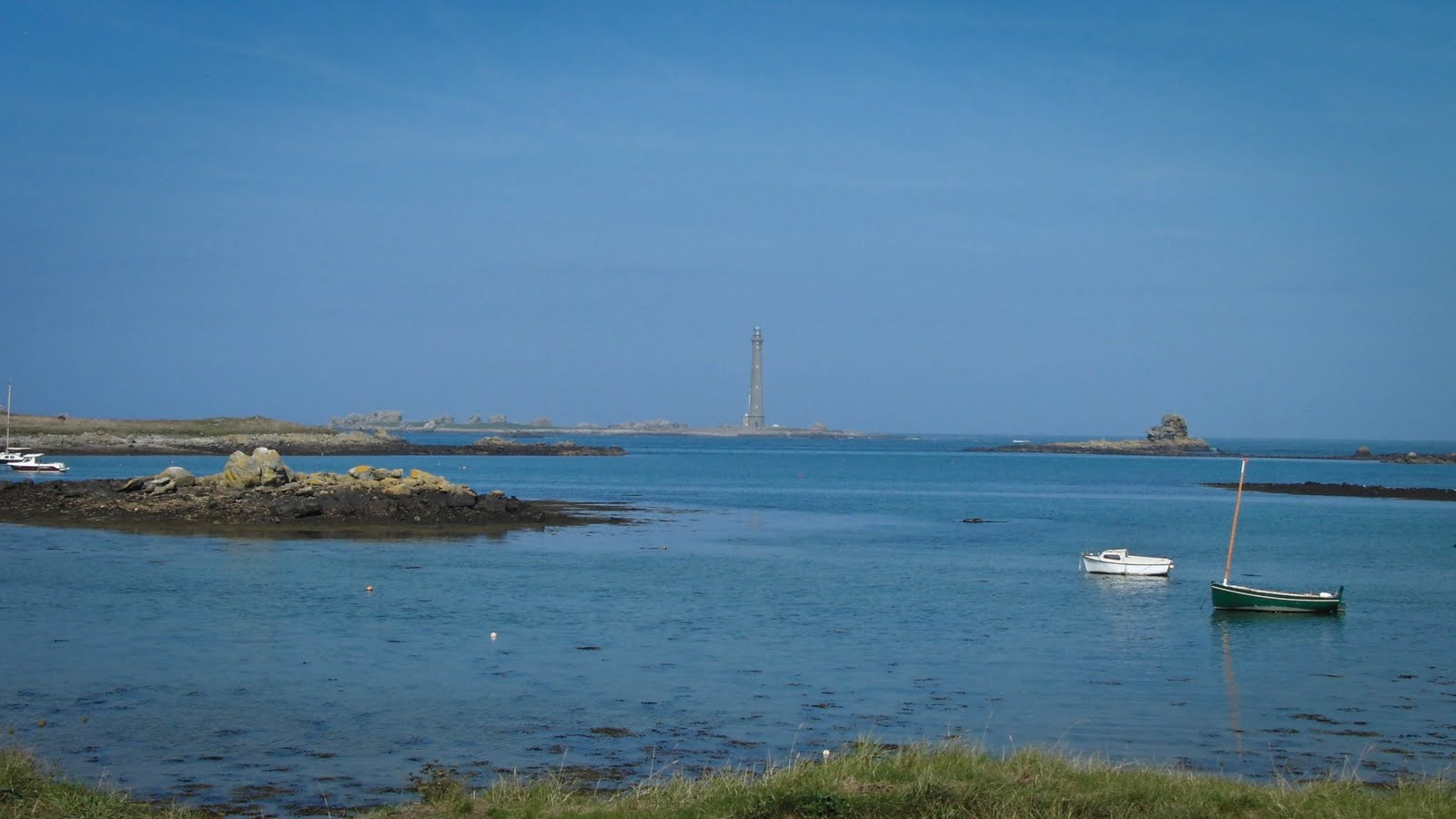
Lilia-Archipel bei Plouguerneau

Zwischen 1897 und 1902 mit einer Höhe von 82,5 Metern erbaut, ist der Phare de l’Île Vierge der höchste Leuchtturm Europas. Die Innenräume wurden mit 12.500 Fliesen aus Opal der Marke Saint-Gobain ausgekleidet. Der sich außen kegelförmig nach oben verjüngende Granitturm hat im zylindrischen Innenteil 360 steinerne Stufen und 32 Eisentreppen, um zur Lichtanlage zu gelangen. Fünf Granittreppen auf dem steinernen Sockel führen zum Turm. Alles in allem ergeben sich daraus 397 Stufen. Die elektrische Lampe wurde 1952 in einem Quecksilberbad auf einer mechanischen Drehplatte installiert. Die Platte wurde 1983 durch einen Elektromotor ersetzt.
Seit dem 29. Oktober 2010 ist der Phare de l’Île Vierge nicht mehr kontinuierlich von einem Leuchtturmwärter besetzt. Er wird vollautomatisch vom Leuchtturm Créac’h auf der Insel Ouessant gesteuert.